# Lactarius spinosulus
Lactarius spinosulus é um fungo que pertence ao gênero de cogumelos Lactarius na ordem Russulales. Encontrado na Europa, foi descrito cientificamente pelo micologista francês Lucien Quélet em 1880.